# 叡尊
叡尊（えいそん、えいぞん、旧字体：叡尊󠄁）は、鎌倉時代中期に活動した僧で、真言律宗を興した。字は思円（しえん、旧字体：思圓）。諡号は興正菩薩（こうしょうぼさつ）。興福寺の学僧・慶玄の子で、大和国添上郡箕田里（現・奈良県大和郡山市内）の生まれ。鎌倉仏教を代表する一人で、廃れかけていた戒律を復興し、衰退していた勝宝山西大寺（南都西大寺）を再興したことで知られる。

## 年譜
- 建保5年（ユリウス暦換算：以下同様：1217年） - 醍醐寺の阿闍梨・叡賢に師事して出家。
- 元仁元年（1224年） - 高野山に入り真言密教を学ぶ。
- 嘉禎元年（1235年） - 戒律の復興を志して西大寺宝塔院持斎僧となり、『四分律行事鈔』を学ぶ。
- 嘉禎2年（1236年） - 覚盛、円晴（えんせい）、有厳（うごん）らと東大寺で自誓受戒[* 1]。地頭の侵奪により西大寺が荒廃したために海龍王寺に移る。
- 暦仁元年（1238年） - 持戒のあり方をめぐり海龍王寺の衆僧と対立したために西大寺に戻る。西大寺の復興に努め、結界・布薩する。
- 仁治元年（1240年） - 西大寺に入寺した忍性の文殊菩薩信仰に大きな影響を受ける。額安寺西宿で最初の文殊供養（文殊図像を安置）を行い、近傍の非人に斎戒を授ける。
- 仁治2年（1241年） - 三輪宿で文殊供養を行う。
- 仁治3年（1242年） - 和爾宿・北山宿で文殊供養を行う。額安寺で授戒と『梵網経古迹記』の講義を行う。奈良の獄屋の囚人に斎戒沐浴させる。
- 寛元元年（1243年） - 額安寺西宿・三輪宿で文殊供養を行う。
- 寛元2年（1244年） - 河内諸宿で文殊供養を行い、非人に施粥する。
- 寛元3年（1245年） - 家原寺で別受戒（受戒後9年を経た僧侶が受ける戒法）を受ける。法華寺で授戒と『梵網経古迹記』の講義を行う。
- 寛元4年（1246年） - 道明寺で授戒を行う。
- 寛元5年/宝治元年（1247年） - 仏師・善円に念持仏・愛染明王坐像を造らせる。
- 建長元年（1249年） - 仏師・善慶に京都清凉寺釈迦如来像の模刻を造らせ、西大寺四王堂に安置する。
- 建長2年（1250年） - 絵師・堯尊に文殊菩薩画像・十六羅漢・十六尊者など21幅を描かせる。
- 建長6年（1254年） - 西琳寺で授戒をおこなう。『聖徳太子講式』執筆。太子講を始める（以後、毎年恒例となる）。
- 建長7年（1255年） - 円仁が唐の五台山から招来した『上宮太子勝鬘経疏義私鈔』を四天王寺で筆写し、法隆寺に奉納する。
- 正嘉2年（1258年） - 絵師・堯尊に金剛界曼荼羅を描かせる。
- 文応元年（1260年） - 絵師・堯尊に胎蔵界曼荼羅を描かせる。
- 弘長元年（1261年） - 浄住寺授戒と『四分律行事鈔』の講義を行う。北条実時の使者が訪れ関東への下向を懇請する[* 2]。
- 弘長2年（1262年） - 太子講を諸所で行う。2月より関東へ下向し、新清凉寺（釈迦堂）に逗留。忍性、頼玄らの応援を得て授戒と『梵網経古迹記』の講義を行う。北条実時・北条時頼に拝謁し授戒する[* 3]。7月に西大寺へ帰る。弟子の性海による『関東往還記』がその記録である。
- 文永元年（1264年） - 光明真言を導入し、密教化を進める。
- 文永3年（1266年） - 河内真福寺で非人救済を行う。
- 文永5年（1268年） - 般若寺再建のために文殊菩薩像（仏師の善慶、善春が造像）の開眼供養を行う。異国の難[* 4]を払うため四天王寺で勤行をする。
- 文永6年（1269年） - 般若寺の落慶供養を行い、周辺で非人・癩者を救済する。紀伊の金剛宝寺で授戒と『梵網経古迹記』の講義を行う。
- 文永10年（1273年） - 蒙古襲来（元寇）に際して伊勢神宮に参籠し、大般若経を転読する。
- 文永11年（1274年） - 蒙古襲来に際して四天王寺で亀山天皇の行幸を得て百座仁王会を修する。
- 文永12年/建治元年（1275年） - 伊勢神宮に参籠する。
- 建治2年（1276年） - 仏師・善春に大黒天像を造らせる。
- 弘安2年（1279年） - 亀山上皇以下公卿らに授戒と『梵網経古迹記』の講義を行う。
- 弘安3年（1280年） - 伊勢神宮に参籠する。弟子らが仏師善春に80歳を迎えた叡尊の姿を写した木製寿像を造らせる（西大寺蔵の興正菩薩坐像、2016年に国宝指定）。
- 弘安4年（1281年） - 蒙古襲来に際して亀山上皇の御幸を西大寺に迎え、石清水八幡宮で尊勝陀羅尼を読誦する。
- 弘安7年（1284年） - 宇治橋修造の朝命を受け、殺生禁断のために宇治川の網代を破却する。後深草上皇と公卿らに授戒を行う。宇治橋の修造に着手。
- 弘安8年（1285年） - 院宣により四天王寺別当[* 5]に就任する。
- 弘安9年11月19日（1286年12月6日） - 宇治橋修造の竣工。橋の竣工に合わせて橋南方の浮島に浮島十三重石塔を造立。
- 正応3年
  - 某月某日 - 勝宝山西大寺（南都西大寺）にて、病を発す。
  - 8月25日（1290年9月29日） - 示寂する。
- 正安2年（1300年） - 伏見上皇の院宣により、行基菩薩の先例により興正菩薩の尊号が贈られる。

### 主な活動

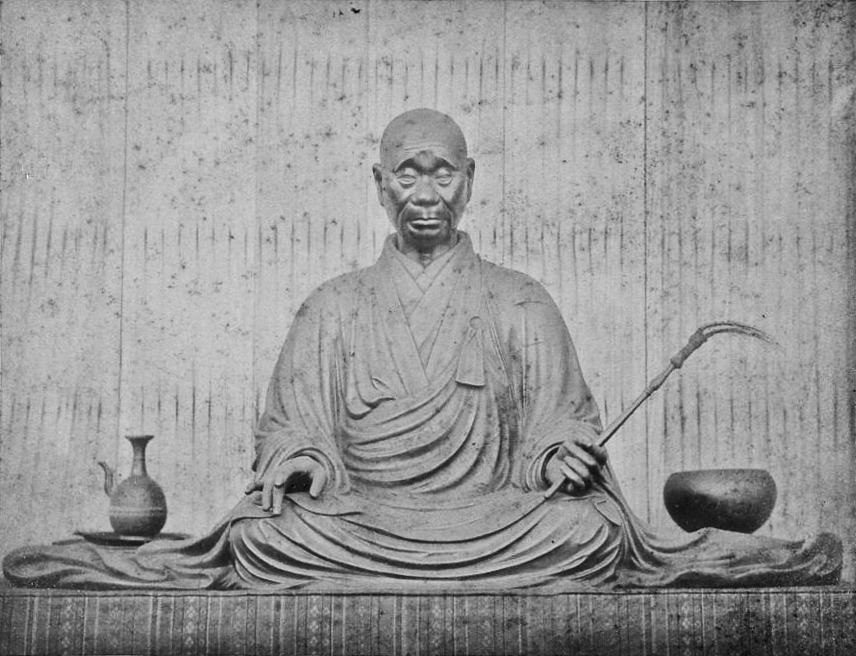
善春作・木造叡尊坐像（弘安3年（1280年）の作、西大寺所蔵、国宝）

授戒を行ったほか、聖徳太子信仰や文殊信仰、真言密教（光明真言）などを広めた。殺生禁断、一部の仏教宗派が救済対象としなかった女性や貧者、ハンセン病患者などへの慈善、宇治橋の修繕といった社会事業にも尽くした。このため非人・癩病者から公家、鎌倉幕府執権、後嵯峨上皇・亀山上皇・後深草上皇などの皇族に至るまで、貴賎を問わず帰依を受けた。「興法利生」を唱えて在家信者を含めて10万人近くに戒律を授け、西大寺の末寺は全国で一時1500を超えた。
60歳になった弘長2年に、鎌倉幕府執権北条時頼に招かれ鎌倉に下り、広く戒を授け、また律を講じた（その時の記録が、随行の弟子・性海（しょうかい）による奈良から鎌倉への約半年間の旅・滞在記『関東往還記かんとうおうげんき、かんとうおうかんき』である）。国分寺や法華寺の再興にも務めて、長年閉ざされてきた尼への授戒を開いた。晩年の弘安5年（1282年）に、四天王寺別当の地位を巡って天台座主（延暦寺）の最源と園城寺長吏の隆弁が自派の候補を出し合って争った際には、朝廷の懇願を受け両者と利害関係のない叡尊が別当に就任している。著名な弟子に忍性・信空などが居る。
一般には戒律・律宗復興の業績で知られているが、叡尊の本来の意図は権力と結びつきすぎたことから生じた真言宗僧侶の堕落からの再生のために、まず仏教教学の根本である戒律及びその教学的研究である律宗の再興にあった。一方で叡尊自身も慈善活動の為とはいえ権力と関係を持ち、木戸銭などの徴収権を得ていたのも事実であり、戒律に対する考えの違いもあり日蓮から「律国賊」と批判された。
日本律宗の祖である鑑真が「四分律」を奉じたのを受け継いで、叡尊も覚盛同様「四分律」を奉じている（叡尊が空海の重んじた「十誦律」を奉じた、というのは誤り）。戒律復興と並行して真言密教の研究を重視しており、弟子の忍性が東国において、社会活動や布教に熱を入れすぎ、教学が疎かになっているのを「慈悲ニ過ギタ…」と窘（なだ）めたり、元寇に際しては西大寺や四天王寺などで、蒙古軍撃退の祈祷や鎮護国家の密教儀典を行っている。
著述に『感身学正記』『興正菩薩御教誡聴聞集』『表無表章詳体文集』『梵網経古迹記輔行文集』などがある。